# Book Slam
Book Slam (von engl. Book ‚Buch‘ und to slam ‚zuschlagen‘) ist eine Veranstaltung, bei der die Teilnehmer nacheinander Bücher vorlesen und dabei in einem (spielerischen) Wettstreit stehen. Der Book Slam ist eng an den Poetry-Slam angelehnt und soll vor allem der Leseförderung von Kindern und Jugendlichen dienen. 

## Hintergrund
Jedes teilnehmende Buch wird für maximal drei Minuten vorgestellt. Hierüber wachen zwei Zuschauer mit Stoppuhr und Trillerpfeife. Nach jeder Buchpräsentation gibt das Publikum eine Wertung von eins bis zehn ab. Ein Moderator oder eine Moderatorin führt durch die Veranstaltung und notiert die Wertungen in einer Tabelle. Nach den Präsentationen werden die Punkte zusammengezählt und das Siegerbuch gekürt. Am Ende der Veranstaltung werden alle vorgestellten Bücher ausgestellt, so dass das Publikum hineinschauen kann. 
Die Idee des Book Slam basiert auf der Veranstaltungsform des Poetry Slam. Von dieser Form des Autoren-Wettstreits wurden zwei Grundregeln übernommen: die Kürze der Präsentationen und die Abstimmung durch das Publikum. Durchgeführt werden Book Slams vor allem in Bibliotheken und in Schulen.

## Ziele
Book Slams wurden Ende der neunziger Jahre von Stephanie Jentgens an der Akademie Remscheid als ein Mittel zur Leseförderung für Jugendliche entwickelt. Ein Beweggrund war damals, dass es kaum Methoden für die Zielgruppe Jugendliche gab. Das hat sich bis heute nur unwesentlich geändert. Der Book Slam versteht sich als ein offenes Angebot, bei dem das Publikum selbst entscheidet. Durch die Notengebung findet ein Rollentausch statt. Während normalerweise Jugendliche bewertet werden, können sie beim Book Slam selbst Noten geben. Sie partizipieren von Anfang an an der Veranstaltung. Durch die Ausstellung der Bücher am Ende der Veranstaltung werden nicht nur die Sieger-Bücher transportiert, sondern auch die Bücher, die nicht von der Gruppe positiv votiert wurden. Der Book Slam will nicht tiefgehende Informationen geben, sondern zunächst nur neugierig machen.